# Saksild
Saksild – miasto w Danii, w regionie Jutlandia Środkowa, w gminie Odder.